# Megola

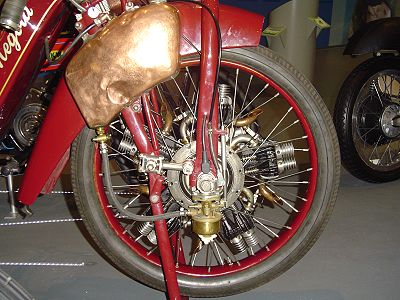
Megolamotor

Megola var ett tyskt motorcykelmärke som tillverkades 1921–1925 i cirka 200 exemplar.
Kännetecknande för Megola var en ovanlig konstruktion med en 5-cylindrig sidventils roterande motor monterad i framhjulet. Slagvolymen var 640 cm³ med en motorstyrka på 14 hk. Motorcykeln hade varken koppling, växellåda eller något friläge, utan motorn rullades igång när man ville köra, och följaktligen så stängdes motorn av när man ville stanna.
Megola är en av de mest udda motorcyklar som någonsin konstruerats och tillverkats i kommersiellt syfte.
Megola hade vissa tävlingsframgångar på sin tid, och den vassare "sport"-versionen sägs ha kunnat uppnå hastigheter på 140 km/h.